# Gedenkstein für Opfer der nationalsozialistischen Euthanasieverbrechen

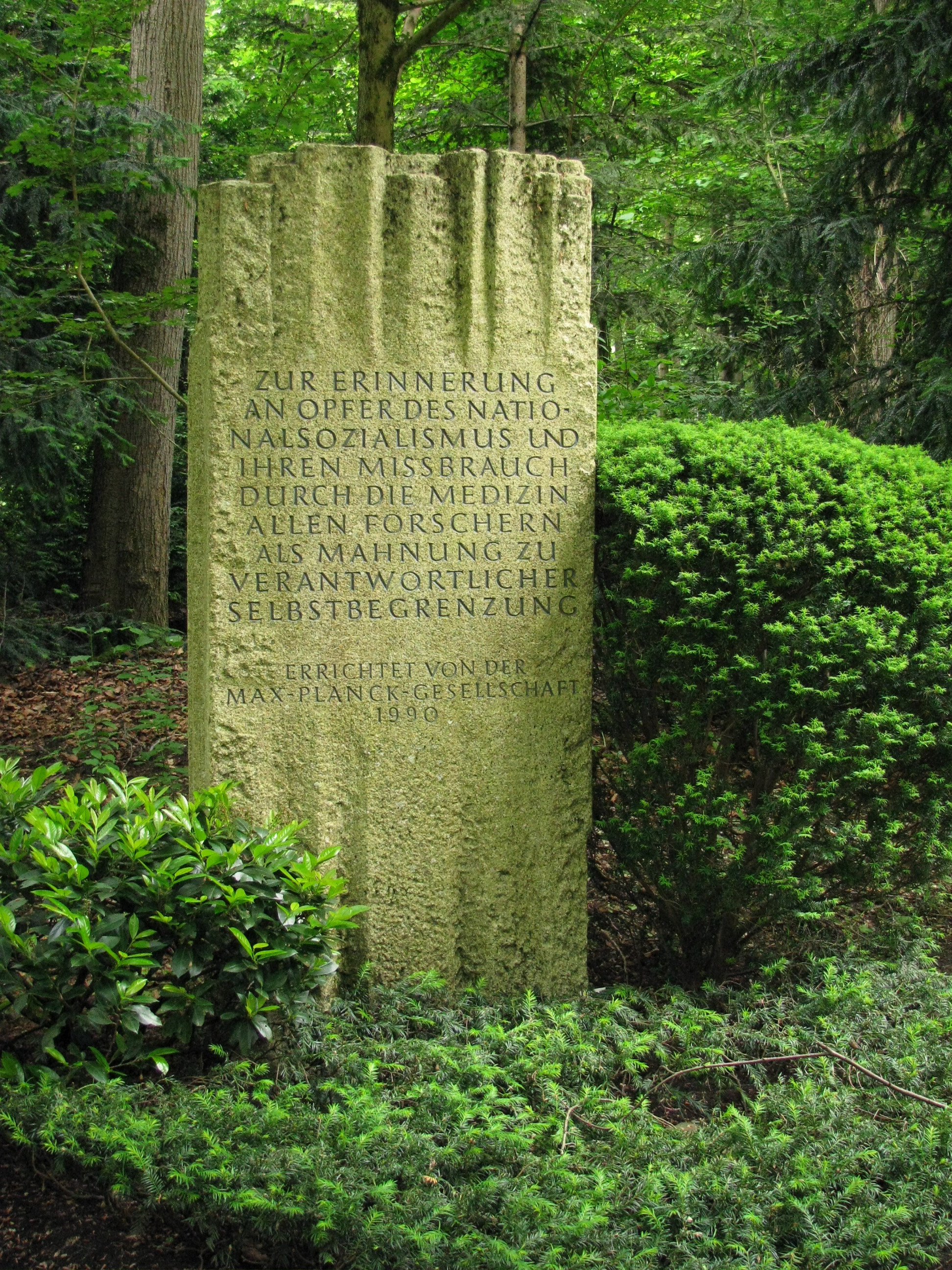
Mahnmal

Der Gedenkstein für Opfer der nationalsozialistischen Euthanasieverbrechen auf dem Waldfriedhof in München wurde am 25. Mai 1990 von der Max-Planck-Gesellschaft auf Veranlassung des damaligen Präsidenten der Gesellschaft, Heinz A. Staab, errichtet.
Der Gedenkstein erinnert an zahlreiche Opfer der Krankenmorde in der Zeit des Nationalsozialismus, deren Gehirne von Wissenschaftlern des damaligen KWI für Hirnforschung in Berlin und des KWI für Psychiatrie, Vorläufer des heutigen Max-Planck-Instituts für Psychiatrie (Deutsche Forschungsanstalt für Psychiatrie) in München zu Forschungszwecken missbraucht worden sind.
Präparate der Gehirne (Feinschnitte) solcher Opfer wurden 1990 auf dem Münchner Waldfriedhof beerdigt. Dort steht der Gedenkstein. Er fordert Wissenschaftler auf, künftig ethische Grenzen bei ihrer Arbeit zu berücksichtigen.
Text der Inschrift:

Zur Erinnerung an Opfer des Nationalsozialismus und ihren Missbrauch durch die Medizin
Allen Forschern als Mahnung zu verantwortlicher Selbstbegrenzung

In einer etwas kleineren Schrift wird darunter der Stifter des Mahnmals benannt:
Errichtet von der Max-Planck-Gesellschaft
1990

## Weitere Gedenksteine und -orte

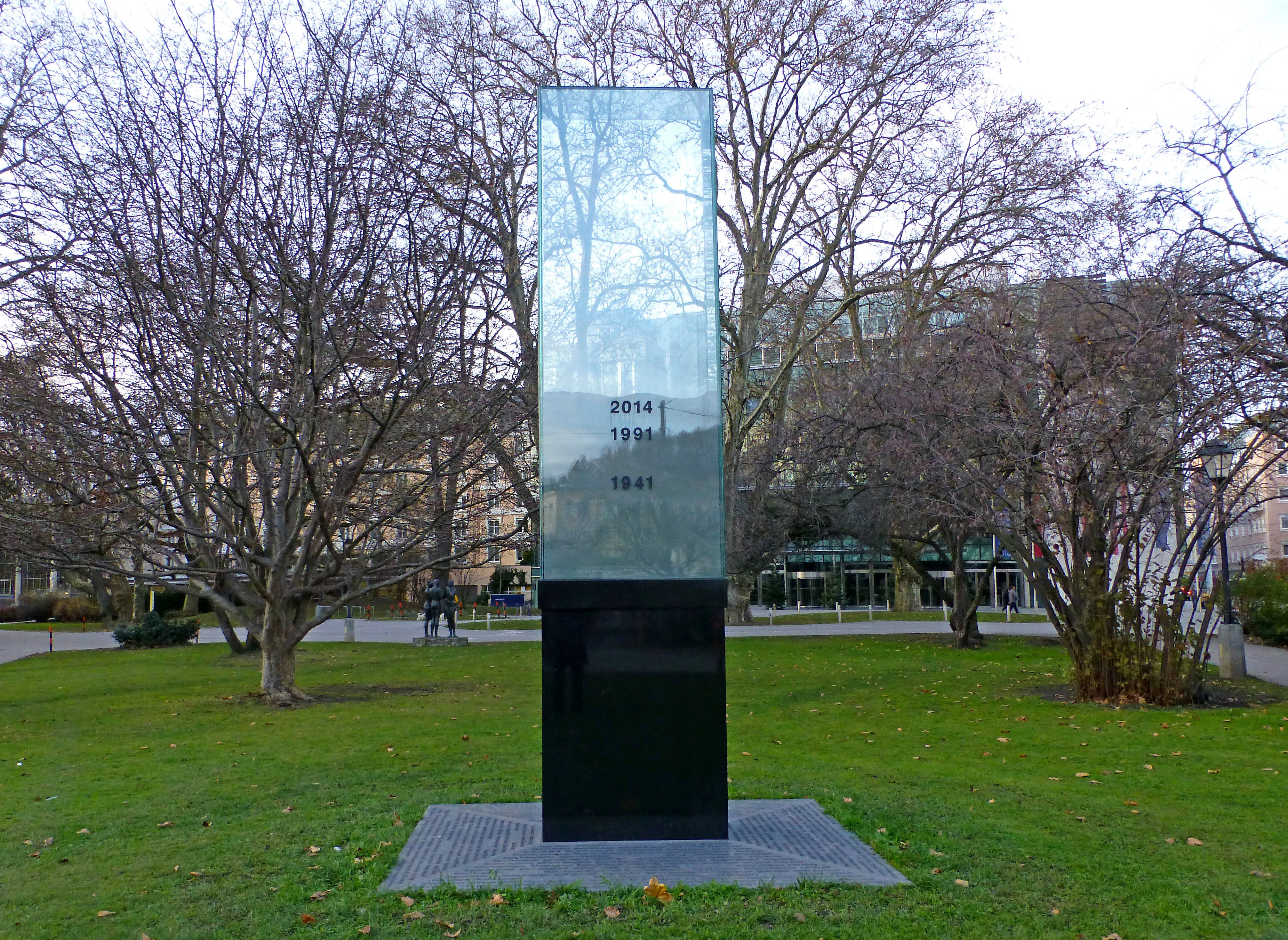
In Salzburg nahe Schloss Mirabell (Mahnmal von 1991; 2014 wurden 325 Opfernamen ergänzt)

Weitere Mahnmale im Zusammenhang mit den nationalsozialistischen Euthanasieverbrechen befinden sich in
- Berlin: der Gedenk- und Informationsort für die Opfer der nationalsozialistischen „Euthanasie“-Morde entstand 1986 und wurde 2014 umgestaltet
- München: 1990 wurde im Klinikum Haar bei München ein Mahnmal für die Opfer der nationalsozialistischen Euthanasiemorde enthüllt. Die dortige Inschrift lautet: Zum Gedenken an die Opfer der Euthanasie während des NS-Regimes – Uns allen zur Mahnung
- Salzburg: 1991
- Berlin-Buch: auf dem  gleichnamigen Campus[1]

- an den Orten der meisten NS-Krankenmorde, den so genannten Tötungsanstalten der Aktion T4, entstanden in den 1980er und 90er Jahre auch Orte mit didaktisch gestalteten Gedenkformen.